# Gondomanan
Gondomanan ist ein Distrikt (Kecamatan) innerhalb der Stadt (Kota) Yogyakarta, die Hauptstadt der gleichnamigen Sonderregion im Süden der Insel Java ist. Der Kecamatan liegt im Zentrum der Stadt und grenzt an sechs interne Distrikte. Ende 2021 hatte der Distrikt mit der zweitniedrigsten Einwohnerzahl (nach Umbulharjo) knapp 15.000 Einwohner auf mehr als einem Quadratkilometer Fläche.

## Verwaltungsgliederung
Der Kecamatan (auch Kemantren genannt) gliedert sich in fünf städtische Kelurahan:
| PUM-Code 1    | Kelurahan       | Fläche (km²) | Bevölkerung zur Volkszählung 2 | Bevölkerung zur Volkszählung 2 | Bevölkerung zur Volkszählung 2 | Bevölkerung zur Volkszählung 2 | Bevölkerung zur Volkszählung 2 | Bevölkerung zur Volkszählung 2 | RW/ RT 4 |
| PUM-Code 1    | Kelurahan       | Fläche (km²) | 002000                         | 002010                         | Männer                         | Frauen                         | 2020                           | Dichte 3                       | RW/ RT 4 |
| ------------- | --------------- | ------------ | ------------------------------ | ------------------------------ | ------------------------------ | ------------------------------ | ------------------------------ | ------------------------------ | -------- |
| 34.71.10.1001 | Ngupasan        | 0,67         | 5.535                          | 4.787                          | 2.182                          | 2.419                          | 4.601                          | 6.867,2                        | 12/58    |
| 34.71.10.1002 | Prawirodirjan   | 0,45         | 8.339                          | 8.242                          | 4.024                          | 4.168                          | 8.192                          | 18.204,4                       | 21/87    |
| 34.71.10      | Kec. Gondomanan | 1,12         | 13.874                         | 13.029                         | 6.206                          | 6.587                          | 12.793                         | 11.422,3                       | 66/272   |

## Demographie
Grobeinteilung der Bevölkerung nach Altersgruppen (zum Zensus 2020)
| Altersgruppen | 00Männer | 00Frauen | zusammen |
| ------------- | -------- | -------- | -------- |
| 0–14          | 1.186    | 1.169    | 2.355    |
| 15–64         | 4.455    | 4.592    | 9.047    |
| 65+           | 565      | 826      | 1.391    |
| gesamt        | 6.206    | 6.587    | 12.793   |
| anteilig (%)  |          |          |          |
| 0–14          | 19,11    | 17,75    | 18,41    |
| 15–64         | 71,79    | 69,71    | 70,72    |
| 65+           | 9,10     | 12,54    | 10,87    |

### Bevölkerungsentwicklung
In den Ergebnissen der sieben Volkszählungen seit 1961 ist folgende Entwicklung ersichtlich:
| Einheit/Jahr     | 1961         | 1971         | 1980         | 1990         | 2000         | 2010         | 2020         |
| ---------------- | ------------ | ------------ | ------------ | ------------ | ------------ | ------------ | ------------ |
| Kec. Gondomanan  | 19.830       | 20.417       | 20.105       | 17.659       | 13.874       | 13.029       | 12.793       |
| Anteil in %      | 0,89         | 0,82         | 0,73         | 0,61         | 0,44         | 0,38         | 0,35         |
| Kota Yogyakarta  | 306.296      | 340.491      | 398.089      | 412.059      | 396.711      | 388.627      | 373.589      |
| Sonderregion DIY | 00 2.231.062 | 00 2.487.177 | 00 2.750.025 | 00 2.912.611 | 00 3.120.478 | 00 3.457.491 | 00 3.66.8719 |